# Et cetera
Pour les articles homonymes, voir Cetera (homonymie).
« etc » redirige ici. Pour les autres significations, voir etc (homonymie) et ETC.

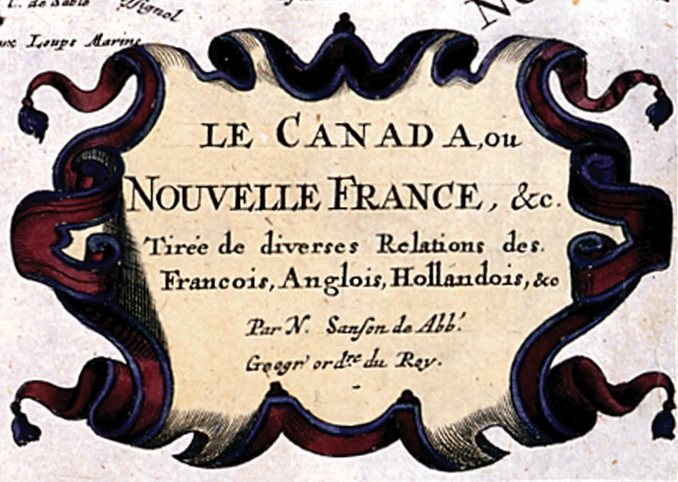
Le Canada, ou Nouvelle France, &c.
tirée de diverses Relations des Francois, Anglois, Hollandois, &c.Cette légende d'une carte, établie par Nicolas Sanson aux alentours de 1660, illustre l'utilisation qui était faite à l'époque de l'abréviation &c.

Et cetera ou et cætera ou encore etcétéra selon la nouvelle orthographe, en abrégé etc. (prononcé : [ɛtseteʀa],), est une locution adverbiale issue du latin médiéval et cetera desunt qui signifie « et d'autres choses manquent » et qui est utilisée pour montrer qu'une liste n'est pas exhaustive. On peut l'abréger en employant l'esperluette, ce qui donne &/c., &c., ou &ca ; ces dernières formes sont désuètes au XXIe siècle.
D'après Maurice Grevisse, la graphie « et cœtera » est incorrecte et provient vraisemblablement de la confusion de ligatures entre æ inscrit en italique et œ, bien que cette forme ait également été présente dans la huitième édition du Dictionnaire de l'Académie française.
Cette expression, qui est parfois redoublée plaisamment (presque seulement à l'oral ou dans une pièce de théâtre), a le même sens que les points de suspension (« … »), raison pour laquelle ils ne sont pas employés simultanément. Dans une énumération, « etc. » est toujours précédé d'une virgule. De plus, en typographie, il est recommandé de placer une espace insécable avant l'abréviation afin d'éviter qu'elle ne commence une nouvelle ligne.

## Origine
À l'origine, l'expression latine est un calque du grec ancien[réf. souhaitée] καὶ τὰ ἕτερα (« kai ta hetera », c'est-à-dire « et les autres choses »).

## Fonction stylistique de «et cætera»
En 1979, la chanson Aux armes et cætera de Serge Gainsbourg ne reprend que le début des paroles du refrain de La Marseillaise ; le reste est abrégé par et cætera, en référence au manuscrit de Rouget de Lisle où le refrain est abrégé ainsi en 1830 : « Aux armes, Citoyens ! &câ » et ainsi dans une version imprimée de 1840 : « Aux armes, citoyens! &.a &.a ».
En littérature, l'etc. peut participer à un art du silence et de l'ellipse. En ce sens, il apparaît comme un véritable procédé stylistique.

## LeEt cetera oath
L’Et cetera oath est un serment d'allégeance, datant de 1640, par lequel on devait accepter sans réserves la constitution de l'Église d'Angleterre,. Il tire son nom du passage suivant :
« Nor will I ever give my consent to alter the government of this Church, by archbishops, bishops, deans, archdeacons, et cetera, as it stands now established. »
Traduction : « Je ne consentirai jamais non plus à modifier le gouvernement de cette Église, par les archevêques, les évêques, les doyens, les archidiacres, et cetera, tel qu'il est actuellement établi. »
La présence de ce et cetera amena une partie du clergé, notamment Richard Baxter, à refuser de prêter serment, ne souhaitant pas se soumettre à quelque chose d'implicite que l'on pourrait ensuite interpréter comme on le voulait, selon la tournure des événements.

## Autres abréviations
La forme et alii (« et autres ») est, par convention, couramment employée dans les notices bibliographiques pour les références d'articles ou de livres comportant au moins trois auteurs (par exemple : « Jean Giraud et al., Les Mots dans le vent, Larousse, Paris, 1971 »). Elle n'est cependant pas employée à l'oral et, par sa composition en italique, enlève le contraste entre le titre d'une référence (également en lettres italiques) et les autres éléments de cette référence dans une bibliographie, car l'abréviation et al. précède le titre. Certains recommandent donc d'utiliser plutôt l'abréviation française « et collab. » (« et collaborateurs ») ou bien directement « et coauteurs », qui ne nécessitent pas l'italique.